# Peter Rosmanith

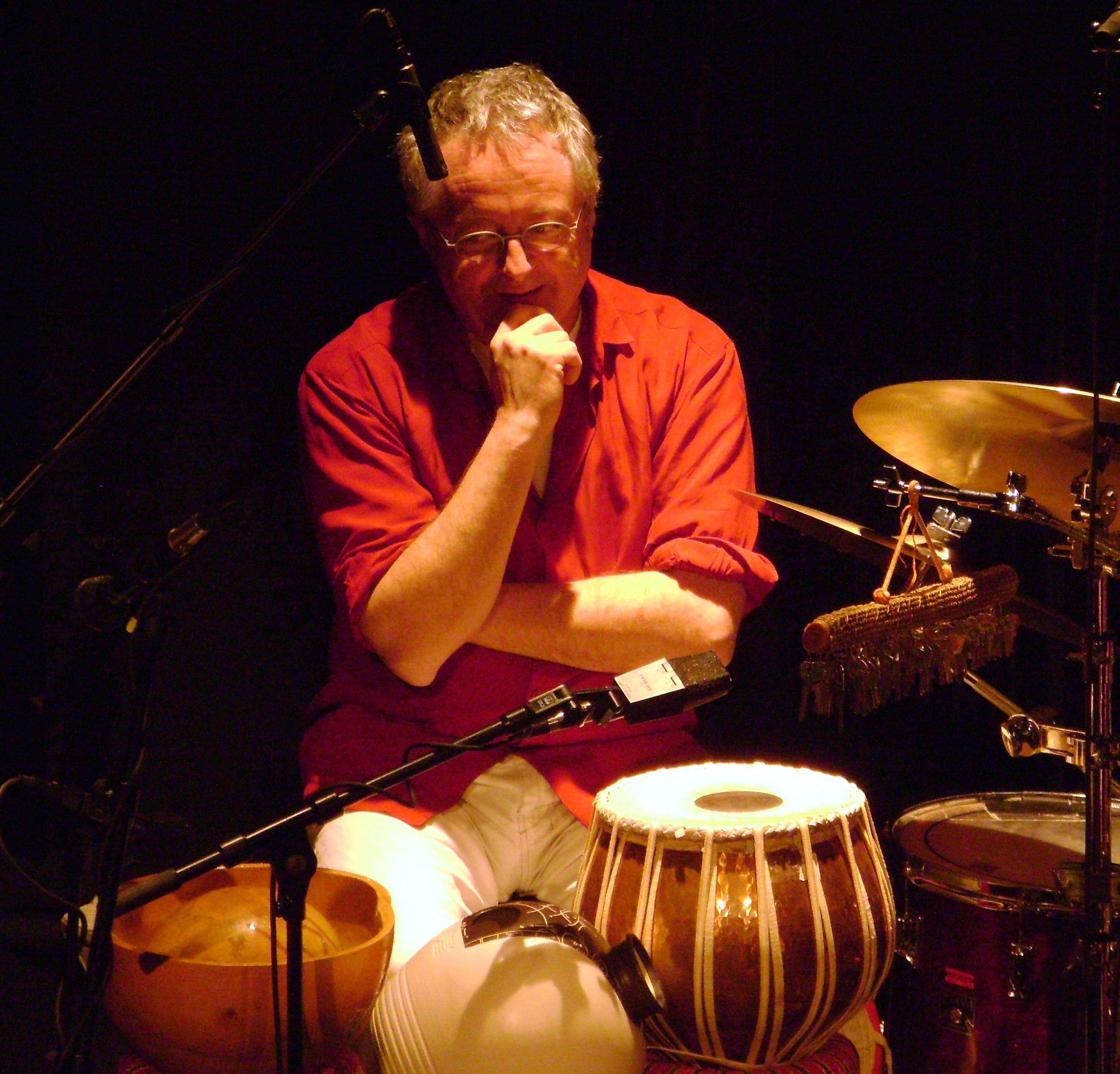
Peter Rosmanith bei einem Konzert mit den Bethlehem All Stars, 2008

Peter Rosmanith (* 1956 in Gmünd/Niederösterreich) ist ein österreichischer Perkussionist und Komponist.
Rosmanith wuchs in Wien auf, wo er bald als Schlagzeuger in etwa einem Dutzend verschiedenen Bands spielte. An der Musikhochschule Wien studierte er Jazzschlagzeug und Perkussion bei Fritz Ozmec. Er beschäftigte sich dann mit indischer, arabischer und afrokubanischer Musik und nahm Tablaunterricht bei dem indischen Meistertrommler Jatinder Takur.
Er trat mit verschiedenen Worldmusik-Formationen wie den Bands von Otto Lechner, Klaus Trabitsch und Christina Zurbrügg, den Liederlich Spielleut, Lakis & Achwach, Dobrek Bistro und den Bethlehem All Stars auf und wirkte an etwa dreißig Alben als Sideman mit.

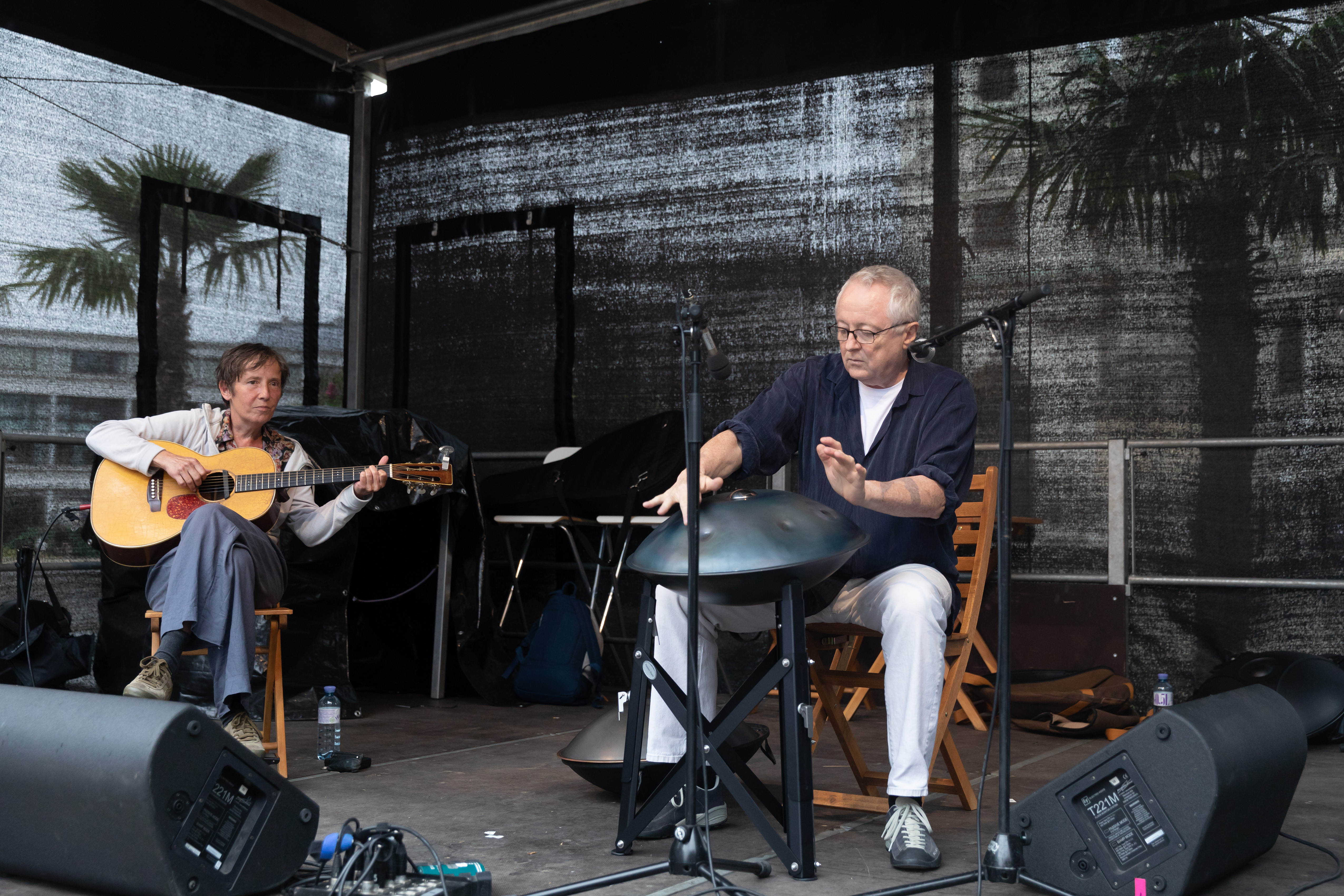
Rosmanith mit Miki Liebermann (2018)

Rosmanith sieht sich aber weniger als Komponist, sondern als Klanggestalter. Als solcher arbeitete er u. a. für das Theater in der Josefstadt, das Theater der Jugend und das Theatro Piccolo (mit Marko Simsa). Außerdem schrieb er Hörspielmusiken u. a. für den Österreichischen und den Südwestdeutschen Rundfunk. Besonders wichtig ist ihm einfühlendes Textstudium und Zuhören, damit der Schauspieler seine Worte möglichst genau placieren kann. Dabei war ihm u. a. Otto Lechner infolge seiner Blindheit der wichtigste Lehrmeister. (Ö1, 5. Dezember 2021). Prägend wurden auch Rosmaniths regelmäßige Besuche bei Patienten in einer Palliativstation.
Er ist Gründungsmitglied des Plattenlabels Windhund Records. 2000 erschien seine Solo-CD Aans (mit Marwan Abado, Christian Breuer, Georg Graf, Franz Hautzinger, Wolfgang Hering, Otto Lechner, Adula Ibn Quadr, Dieter Strehly, Doris Windhager, Reinhard Ziegerhofer).